# Elvis Gregory Gil
Elvis Gregory Gil   (l'Havana, 18 de maig de 1971) és un tirador d'esgrima cubà, ja retirat, especialista en floret, guanyador de tres medalles olímpiques.
El 1992 va prendre part en els Jocs Olímpics d'Estiu de Barcelona, on va disputar dues proves del programa d'esgrima. En la prova del floret per equips va guanyar la medalla de plata, mentre en la del floret individual guanyà la de bronze. Quatre anys més tard, als Jocs d'Atlanta, tornà a disputar dues proves del programa d'esgrima. En la prova del floret per equips va guanyar la medalla de bronze, mentre en la del floret individual fou novè. El 2000, a Sydney, disputà els seus tercers, i darrers, Jocs Olímpics. Fou setè en la prova del floret per equips i novè en la del floret individual.
En el seu palmarès també destaquen sis medalles en el Campionat del Món d'esgrima, dues d'or, dues de plata i dues de bronze, entre les edicions de 1991 i 2001; set medalles en els Jocs Panamericans, quatre d'or i tres de plata, de 1991 a 1999; quatre medalles en les Universíades, tres d'or i una de plata de 1989 i 1997; i sis medalles d'or en els Jocs Centreamericans i del Carib de 1990 a 1998.